# Georg Wilhelm Metz
Georg Wilhelm Metz (* 30. August 1864 in Zennern; † 25. Mai 1936 ebenda) war ein deutscher Gutsbesitzer und Abgeordneter des Provinziallandtages der preußischen Provinz Hessen-Nassau.

## Leben
Georg Wilhelm Metz war der Sohn des Landwirts Georg Martin Metz und dessen Gemahlin Anna Katharina Hocke. Nach seiner Schul- und Berufsausbildung übernahm er den elterlichen Gutshof in seinem Heimatort. Von 1896 bis 1921 war er Vorstandsmitglied der Zuckerfabrik in Wabern, die 1880 von 117 ortsansässigen Bauern als Actien-Zuckerfabrik Wabern gegründet worden war. Über drei Wahlperioden war er deren Vorstandsvorsitzender. 
Metz betätigte sich politisch, wurde Mitglied der Deutschnationalen Volkspartei
und kam als deren Vertreter zu einem Sitz in dem Kurhessischen Kommunallandtag des Regierungsbezirks Kassel, aus dessen Mitte er zum Abgeordneten des Provinziallandtages der Provinz Hessen-Nassau bestimmt wurde. 